# Hollywood en folie
Pour plus de détails, voir Fiche technique et Distribution.
Hollywood en folie (Variety Girl) est un film américain de George Marshall sorti en 1947.

## Synopsis
L'histoire tourne autour de deux jeunes filles qui échangent leurs identités, semant la confusion au Variety Club, une association caritative du show-business ainsi qu'au studio Paramount...

## Fiche technique
- Titre : Hollywood en folie
- Titre original : Variety Girl
- Réalisation : George Marshall
- Production : Daniel Dare
- Société de production et de distribution : Paramount Pictures
- Scénario : Monte Brice, Edmund L. Hartmann, Frank Tashlin et Robert L. Welch
- Photographie : Lionel Lindon et Stuart Thompson
- Montage : LeRoy Stone
- Musique : Joseph J. Lilley
- Chorégraphe : Billy Daniel et Bernard Pearce
- Direction artistique : Robert Clatworthy et Hans Dreier
- Décors : Sam Comer et Ross Dowd
- Costumes : Waldo Angelo, Edith Head et Dorothy O'Hara
- Pays de production : États-Unis
- Format : Couleur Technicolor (séquence de dessin animé)/Noir & blanc - 35 mm - 1,37:1 - Son : mono (Western Electric Recording)
- Genre : film musical
- Durée : 93 minutes
- Dates de sortie :
  - États-Unis : 29 août 1947
  - France : 28 mai 1948

## Distribution
- Mary Hatcher : Catherine Brown / Juliet
- Olga San Juan : Amber La Vonne
- DeForest Kelley : Bob Kirby
- Frank Ferguson : R.J. O'Connell
- Glenn Tryon : Bill Farris
- Nella Walker : Mme Webster
- Torben Meyer : André
- Jack Norton : Busboy au Brown Derby
- Elaine Riley : Caissière
- Charles Victor : Adjoint de M. O'Connell
- Gus Taute : Adjoint de M. O'Connell
- Harry Hayden : Manager du Grauman's Chinese Theatre
- Virginia Field, Wanda Hendrix : Variety Girls
- Richard Webb : Soldat
- William Demarest : Barker

Actrices non créditées
- Catherine Craig : Secrétaire
- Alma Macrorie : Propriétaire

- Et dans leur propre rôle
- Bing Crosby
- Bob Hope
- Gary Cooper
- Ray Milland
- Alan Ladd
- Barbara Stanwyck
- Paulette Goddard
- Dorothy Lamour
- Sonny Tufts
- Joan Caulfield
- William Holden
- Lizabeth Scott
- Burt Lancaster
- Gail Russell
- Diana Lynn
- Sterling Hayden
- Robert Preston
- Veronica Lake
- Pearl Bailey
- John Lund
- William Bendix
- Barry Fitzgerald
- Howard Da Silva
- Macdonald Carey
- Spike Jones
- Patric Knowles
- Mona Freeman
- Cecil Kellaway
- Frank Faylen
- Cecil B. DeMille
- Mitchell Leisen
- George Marshall
- Paula Raymond
- George Reeves
- Walter Abel
- Pinto Colvig
- Billy De Wolfe